# 강지훈 (2001년)
강지훈(2001년 10월 4일 ~ )은 대한민국의 축구 선수로서 포지션은 미드필더이다. 현재 TSV 1865 다하우 소속으로 뛰고 있다.